# Liste des sites protégés du Svalbard

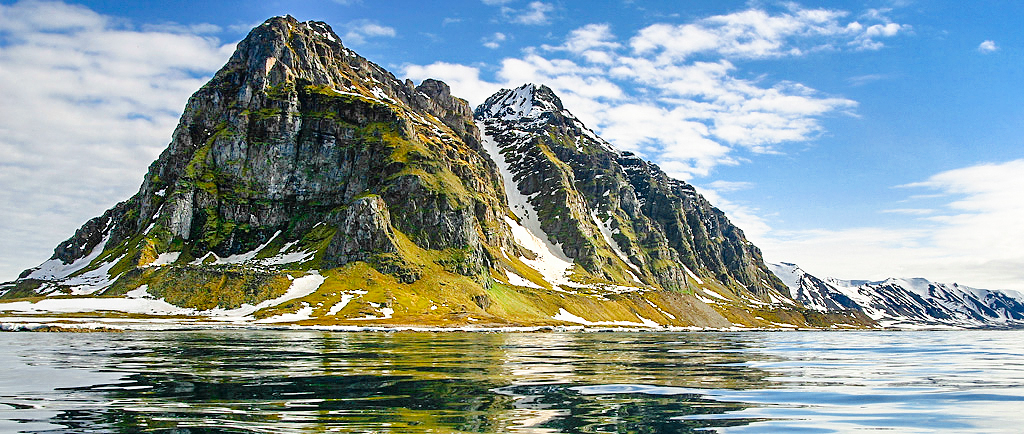
Vue du Prins Karls Forland dans le parc national de Forlandet

Le Svalbard est un archipel de l'Arctique qui comprend la partie la plus au nord de la Norvège. Il existe vingt-neuf sites naturels protégés, comprenant sept parcs nationaux, six réserves naturelles, quinze réserves d'oiseaux et une zone protégée par Géotope. En outre, les traces de personnes datant d'avant 1946 sont immédiatement protégées. Les sites protégés représentent 39 800 km2 soit 65 % de la superficie terrestre, et 78 000 km2 soit 86,5 % des eaux territoriales. Les plus grands sites protégés sont la réserve naturelle de Nordaust-Svalbard et la réserve naturelle de Søraust-Svalbard, qui couvrent la plupart des territoires à l'est de l'île principale du Spitzberg, y compris les îles de Nordaustlandet, Edgeøya, Barentsøya, Kong Karls Land et Kvitøya. Six des parcs nationaux sont situés sur le Spitzberg. Dix des réserves d'oiseaux et la réserve naturelle de Moffen sont situées dans des parcs nationaux. Cinq des réserves d'oiseaux sont des sites Ramsar et quatorze des réserves d'oiseaux sont des îles. Le Svalbard figure sur la liste officielle provisoire de la Norvège en vue de sa nomination comme site du patrimoine mondial de l'UNESCO.  
La responsabilité principale de la biologie de la conservation relève du ministère norvégien de l'environnement, qui délègue la gestion au gouverneur de Svalbard et à la direction norvégienne pour la gestion de la nature. La fondation pour la conservation est établie dans le traité du Svalbard en 1920, et est précisée dans la loi environnementale du Svalbard en 2001. Le premier tour de la protection prend effet le 1er juillet 1973, date à laquelle la plupart des sites protégés sont entrées en vigueur. Il s'agit notamment de deux grandes réserves naturelles et de trois parcs nationaux. La réserve naturelle de Moffen est créée en 1983, suivie par quatre parcs nationaux, trois réserves naturelles et une zone de protection des géotopes entre 2002 et 2005.  
Deux espèces de mammifères essentiellement terrestres habitent l'archipel : le renard polaire et le renne de Svalbard. Il existe 15 à 20 types de mammifères marins, dont les baleines, les dauphins, les phoques, les morses et les ours polaires.  
La mer de Barents est l'un des sites où l'on trouve le plus d'oiseaux de mer au monde, avec environ 20 millions d'individus à la fin de l'été. Seize espèces d'oiseaux figurent sur la Liste rouge de l'UICN. En particulier, Bjørnøya, Storfjorden, Nordvest-Spitsbergen et Hopen sont des zones de reproduction importantes pour les oiseaux de mer. Le Svalbard possède un système de pergélisol et de toundra, avec une végétation de l'Arctique inférieur, moyen et supérieur. 165 espèces de plantes sur l'archipel sont découvertes bien que la végétation ne couvre que 10 % du groupe d'îles. Les faibles précipitations confèrent à l'archipel un climat de steppe ; cependant, les plantes ont un bon accès à l'eau car le climat polaire réduit l'évaporation. La saison de végétation est très courte et ne dure que quelques semaines.   